# Svébohov
Svébohov (deutsch Schwillbogen, auch Schwilbogen) ist eine Gemeinde in Tschechien. Sie liegt fünf Kilometer nordwestlich von Zábřeh und gehört dem Okres Šumperk an.

## Geographie

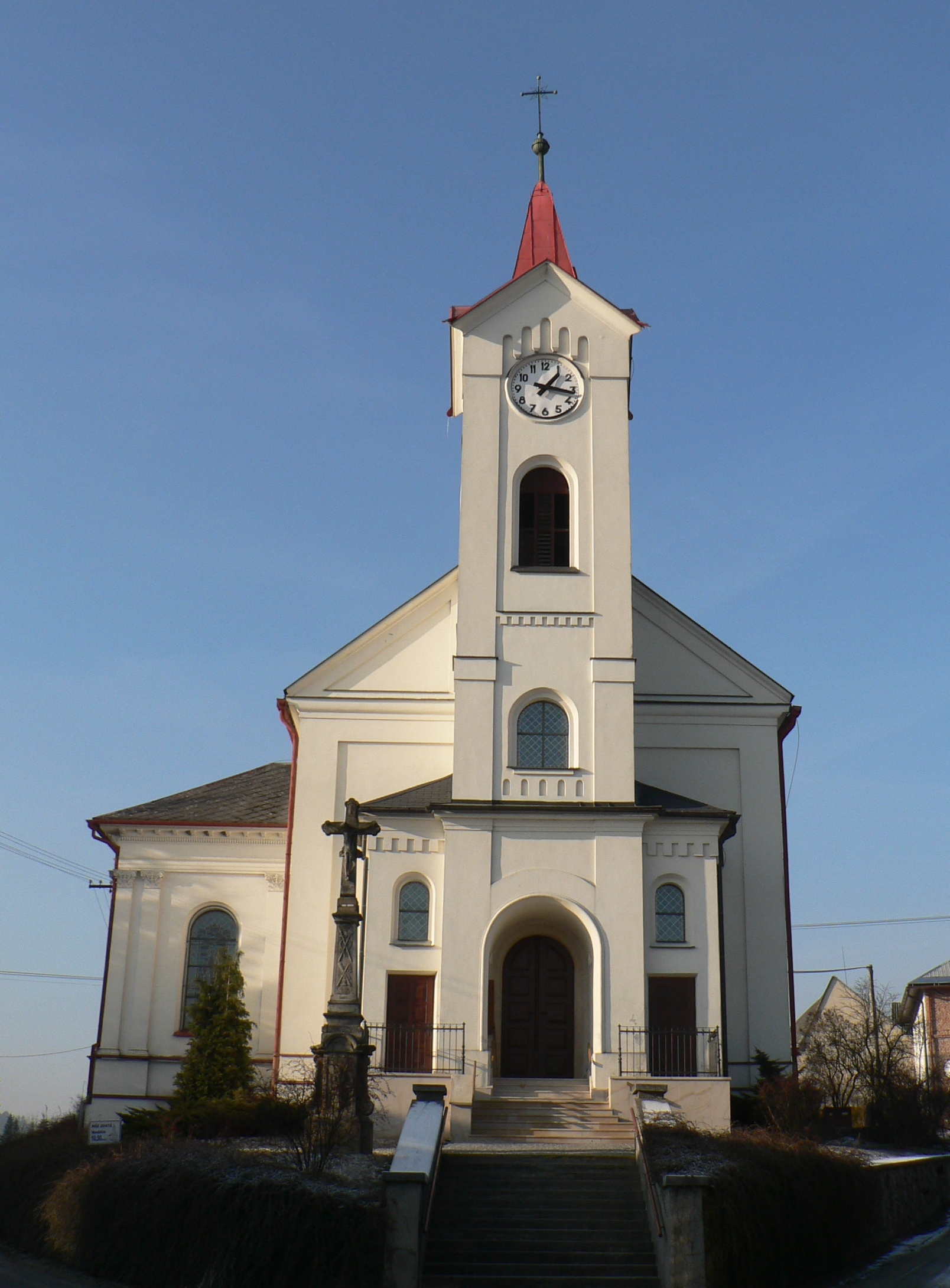
Kirche Mariä Himmelfahrt

Svébohov befindet sich in der Drozdovská vrchovina (Drosenauer Bergland) zur Müglitzer Furche (Mohelnická brázda) am Bach Svébohovský potok. Das Dorf liegt auf dem Gebiet des Naturparkes Březná. Im Norden erhebt sich der Zborovský Háječek (602 m), nordöstlich die Homole (516 m), südöstlich der Háječek (471 m) sowie im Süden der Ovčary (466 m).
Nachbarorte sind Zborov und Klášterec im Norden, Vyšehoří im Nordosten, Postřelmůvek im Osten, Rovensko, Krumpach und Zábřeh im Südosten, Václavov im Süden, Drozdov im Südwesten, Velká Stráň, Malá Stráň und Království im Westen sowie Na Dole und Jedlí im Nordwesten.

## Geschichte
Die erste urkundliche Erwähnung des zur Herrschaft Hohenstadt gehörigen Dorfes erfolgte 1358. Einige Güter des Ortes gehörten zu dieser Zeit dem Benediktinerkovent Klösterle. In der Mitte des 15. Jahrhunderts erwarben die Tunkl von Brníčko zusammen mit der Herrschaft Hohenstadt große Gebiete Nordmährens, darunter auch Svébohov. Die Herren von Tunkl standen an der Seite Georg von Podiebrad. Während des ungarisch-böhmischen Kriegs wurde die Herrschaft Hohenstadt deshalb von ungarischen Truppen verwüstet. Nach dem Dreißigjährigen Krieg sind im Hufenregister von 1677 für Svébohov 21 Wirtschaften verzeichnet. Seit 1805 ist eine Schule nachweisbar. In der Umgebung des Ortes wurde in der ersten Hälfte des 19. Jahrhunderts Eisenerz gefördert, das in der Eisenwerke in Zöptau ausgeschmolzen wurde. 1834 lebten in den 122 Häusern von Svébohov 792 Menschen. In dieser Zeit entstand in dem Dorf auch eine starke Reformierte Gemeinde.
Nach der Aufhebung der Patrimonialherrschaften bildete Svébohov/Schwillbogen ab 1850 eine politische Gemeinde im Bezirk Hohenstadt. 1860 errichteten die Reformierten eine Kapelle als Bethaus. Im Jahre 1870 wurde die katholische Kirche geweiht. In den Jahren 1887 bis 1888 war Anton Cyril Stojan Pfarrvikar der Expositur Svébohov. 1892 wurde die Expositur zur katholischen Pfarre erhoben. Im Jahre 1900 bestand das Dorf aus 130 Häusern und hatte 767 Einwohner.
Nach der Gründung der Tschechoslowakei entstand im Dezember 1918 aus der Reformierten Gemeinde Svébohov die erste Gemeinde der neuen Evangelischen Kirche der Böhmischen Brüder im ganzen Land. Später verlegte die Evangelische Gemeinde ihren Sitz nach Hrabová, wo der charismatische Vikar Rudolf Šedý wirkte. 1930 hatte Svébohov 641 Einwohner, darunter ein Deutscher. Nach dem Münchner Abkommen wurde das Dorf 1938 dem Deutschen Reich zugeschlagen und gehörte bis 1945 zum Landkreis Hohenstadt. 1939 lebten in Schwillbogen 656 Menschen.
Nach dem Ende des Zweiten Weltkrieges kam das Dorf zur Tschechoslowakei zurück. 1950 bestand Svéhobov weiterhin aus 130 Häusern und hatte 508 Einwohner. Mit Beginn des Jahres 1961 erfolgte die Auflösung des Okres Zábřeh und die Gemeinde wurde dem Okres Šumperk zugeordnet.

## Gemeindegliederung
Für die Gemeinde Svébohov sind keine Ortsteile ausgewiesen.

## Sehenswürdigkeiten

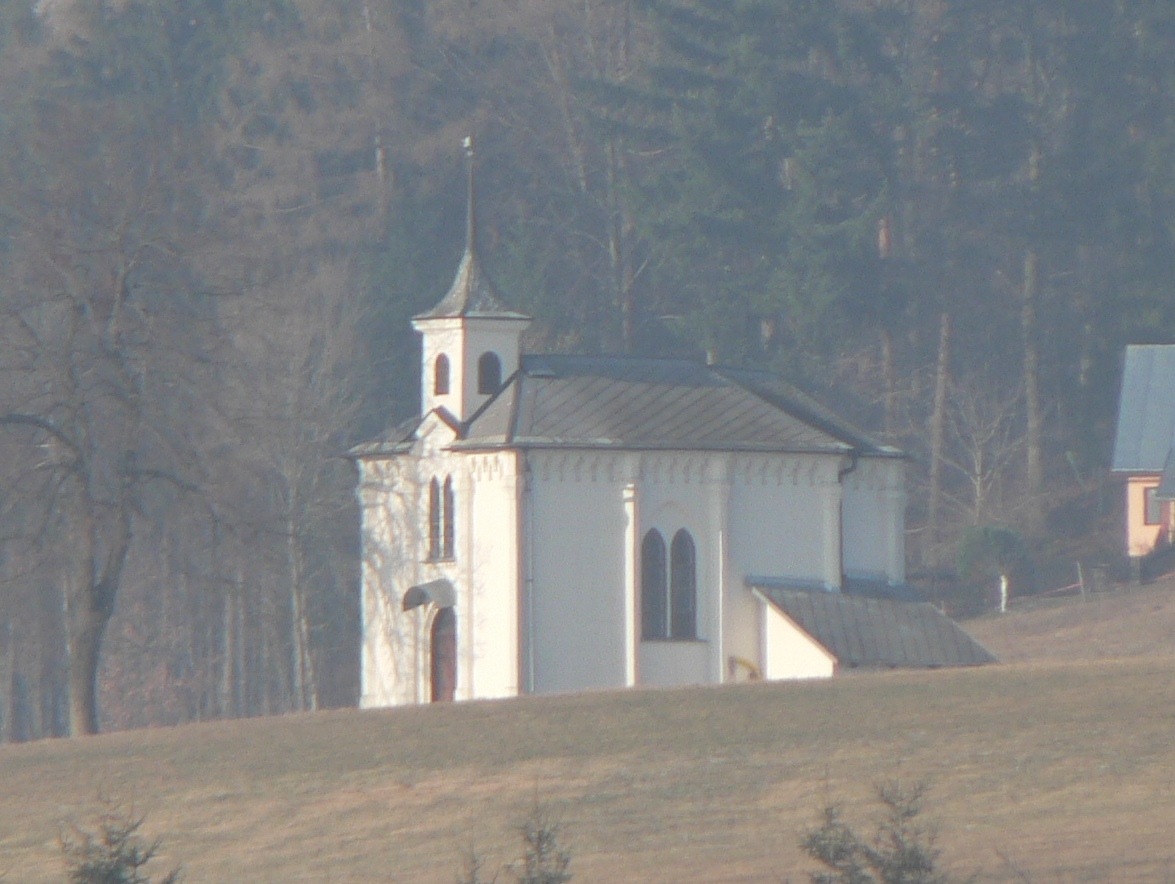
Evangelische Kapelle

- Kirche Mariä Himmelfahrt, erbaut 1870
- Kapelle der Evangelischen Kirche der Böhmischen Brüder, errichtet 1860
- Kreuz am Wegekreuz
- zwei gezimmerte Chaluppen in Volksbauweise, aus der ersten Hälfte 19. Jahrhundert
- gezimmertes Stadel, errichtet zu Beginn des 19. Jahrhunderts

## Söhne und Töchter der Gemeinde
- Arnošt Valenta (1914–1944), tschechoslowakischer Flieger und Opfer des Nationalsozialismus, Valenta war Mitinitiator des Ausbruches englischer Kriegsgefangener aus dem Stalag Luft III Sagan
- Jan Hecl (* 1929), Flötist und Professor